# Casa dello Zar Pietro il Grande

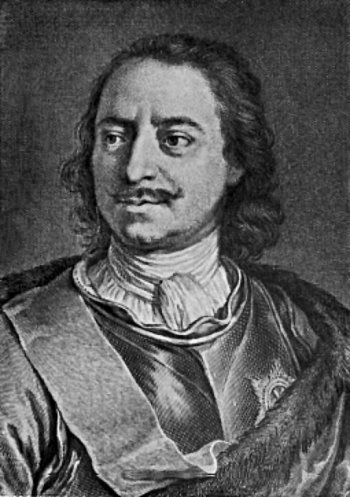
Pietro il Grande

La casa dello Zar Pietro il Grande nel quartiere russo di Zaandam è una delle case in legno più antiche dei Paesi Bassi. Fu costruita da un artigiano con vecchio legname recuperato dalla demolizione di navi nel 1632. La casa ospitò lo zar russo Pietro il Grande nel 1697, quando il sovrano si recò con la sua Grande Ambasciata a Zaandam per apprendere l'arte della carpenteria navale. Viene conservata nel Museo dello Zaan e accoglie una piccola mostra a carattere storico. 

## Storia
Vi sono diverse persone celebri legate a questo monumento. Il busto di Anna Pavlovna illustra il legame familiare tra i Romanov e la casa reale olandese. Per molto tempo la Casa dello Zar Pietro il Grande fu “patrimonio familiare”. Il re Guglielmo I l'acquistò nel 1818 come dono per la recente maternità della nuora russa Anna Pavlovna, sorella dello zar Alessandro I e discendente di Pietro il Grande.
La Casa dello Zar Pietro il Grande è uno degli esempi più antichi dell'edilizia in legno olandese, ma senza conoscenze “altolocate” non sarebbe mai riuscita a sopravvivere per tutti questi anni. Bulsing, un locandiere del luogo, salvò la casa dalla demolizione alla fine del XVIII secolo. 

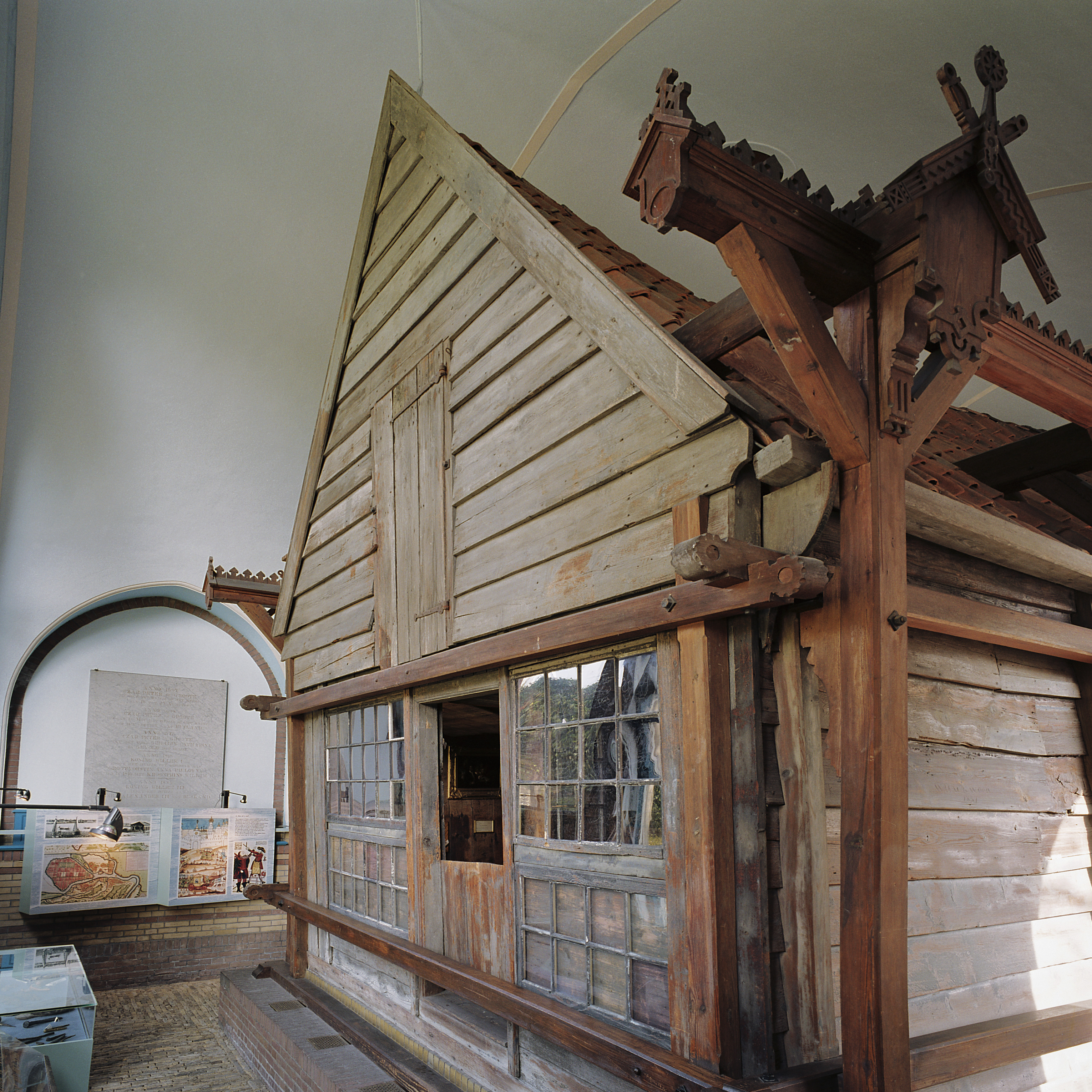
Interno della Casa dello Zar Pietro il Grande

La prima copertura nel 1823 era un tetto in pietra con arcate aperte, su commissione della regina Anna Pavlovna. Dopo la sua morte, il principe Hendrik suo figlio fece coprire interamente la piccola casa in legno per proteggerla dalle intemperie. Lo zar Alessandro III la fece puntellare e collocare su fondamenta in pietra nel 1890. 
Nel 1895 l'ultimo zar di Russia, Nicola II, fece progettare una nuova copertura in pietra dai celebri architetti di Amsterdam Salm e figlio, per la quale fu presa ad esempio l'architettura delle chiese ortodosse russe. Le corone imperiali russe sulla facciata e sui cancelli ne evidenziano il passato reale. L'originale progetto di Salm fu dichiarato monumento nazionale nel 2001, poiché ora si trovavano due edifici in un solo posto.
Nel 1886 il re Guglielmo III donò di nuovo la casa e la collezione d'arte allo zar Alessandro III. I suoi discendenti vi rinunciarono nel 1948, ma questa risulta ancora nel nome dello “Stato dei Paesi Bassi e degli eredi dello zar Nicola II”. La celebre collezione di autografi della Casa dello Zar Pietro il Grande comprende diversi nomi dei rappresentanti di entrambe le famiglie reali, tra cui Guglielmo Alessandro, l'attuale re dei Paesi Bassi.

## Edificio
L'umile casa in legno del carpentiere di Zaandam è stata restaurata nel 2013. Le fondamenta, come anche l'interno e l'esterno della casa, la cupola in pietra, il tetto e il muro esterno nel giardino, sono stati riparati con estrema attenzione. Per ora la famosa casa sarà ancora in grado di resistere alla prova del tempo.